# Países neutros na Segunda Guerra Mundial
Os países neutros na Segunda Guerra Mundial foram estados que assumiram uma posição de neutralidade diante das partes beligerantes. Alguns desses países tinham grandes colônias, no exterior, ou significativo poder econômico. 
A Espanha tinha acabado de vivenciar sua guerra civil (que terminou em 1º de abril de 1939, ou seja, cinco meses antes da Invasão da Polônia), na qual também se envolveram outros países, que posteriormente participaram na Segunda Guerra Mundial. 
As potências neutras não tomaram partido, esperando evitar ataques. Entretanto, Portugal, Suécia e Suíça ajudaram os Poderes Aliados, oferecendo brigadas para o Reino Unido, enquanto a Espanha evitou os Aliados, favorecendo as Eixo. O Governo da Irlanda favoreceu o lado dos Aliados.
O Tratado de Latrão entre a Itália e o Vaticano, assinado em 1929, estabelecia que o Papa mantivesse "perpétua neutralidade em relações internacionais" - fazendo do Vaticano um estado neutro.
Mas, apesar de seus esforços para se permanecerem neutros, vários países sofreram invasões e ocupações. Já no início da Segunda Guerra, Alemanha invadiu a Dinamarca e a Noruega, em 9 de abril de 1940, e, pouco depois, em 10 de maio, ocupou a Bélgica,  Países Baixos e Luxemburgo. Também no dia 10 de maio de 1940, o Reino Unido invadiu a Islândia e estabeleceu uma força de ocupação (posteriormente assumida pelos Estados Unidos, então neutros). Nos Balcãs, a Guerra Greco-Italiana começou em novembro de 1940, enquanto a Iugoslávia foi invadida em abril de 1941.
Já os Estados Unidos mantiveram a sua neutralidade até o ataque a Pearl Harbor, em dezembro de 1941.
A Turquia, de Ataturk, manteve a sua neutralidade.